# آسمان تاریک (فیلم)
آسمان تاریک (به انگلیسی: Dark Skies) یک فیلم ترسناک علمی تخیلی آمریکایی در سال ۲۰۱۳ است که توسط اسکات استوارت نوشته شده و این فیلم به کارگردانی جیسون بلام ساخته شده است.
بازیگرانی چون کری راسل، جاش همیلتون، داکوتا گویو و جی کی سیمونز به ایفای نقش در این فیلم می‌پردازند.
این فیلم در ۲۲ فوریه ۲۰۱۳ اکران شد.

## داستان
خانواده بارت - مادر لسی، پدر دانیل، پسر بزرگتر جسی و پسر کوچکتر سامی - در یک خیابان حومه ساکت در یک شهر بی‌نام آمریکایی زندگی می‌کنند. دانیل در حال حاضر بیکار است و مسئولیت حمایت از خانواده بر روی دوش لسی است، که به عنوان نماینده املاک فعالیت می‌کند که قصد دارد خانه را بفروش برساند، دو پسر آنها از روابطی شاد برخوردار هستند و از تختخواب خود از طریق واکی-تکی با یکدیگر ارتباط برقرار می‌کنند.
تعدادی از اتفاقات عجیب در خانواده رخ داده است. در طول شب، محتویات آشپزخانه در تنظیمات عجیب و غریب تنظیم می‌شوند. زنگ خانه وقتی تنظیم می‌شود که همه نقاط ورودی به‌طور همزمان نقض شده است، تنظیم می‌شود. سامی در حالی که فوتبال بازی می‌کند از تناسب رنج می‌برد و هنگامی که صدها پرنده ناگهان به خانه سقوط می‌کنند، لسی شوکه می‌شود. یک شب، لسی با صدایی از اتاق سمی بیدار می‌شود. وقتی او برای بررسی او می‌رود، از طریق تاریکی، چهره ای را می‌بیند که روی تختش ایستاده است. او چراغ را روشن می‌کند تا یک اتاق خالی پیدا کند. سامی پیدا شده است که از خانه دور می‌شود اما نمی‌تواند به یاد داشته باشد که خانه را ترک می‌کند. لسی، دانیل و جسی هرکدام قسمتهای کاتاتونیک را متحمل می‌شوند و بدون هیچ خاطره ای از تجربیات خود دوباره به آگاهی می‌پردازند. نمادهای عجیب و غریب روی بدن جسی و سمی یافت می‌شود.
لسی که از پدیده‌های مختلفی که خانواده و خانه را تحت تأثیر قرار می‌دهد، بسیار ناراحت است، لسی شروع به جستجوی آنلاین برای یافتن پاسخ می‌کند و مقالاتی را پیدا می‌کند که برخی از آنچه که آنها به بشقاب پرنده‌ها و گزارش‌های آدم‌ربایی بیگانه تجربه کرده‌اند را منتسب می‌کند. دانیل دوربین‌های امنیتی را در سراسر خانه نصب می‌کند. او فیلم‌های شب را مرور می‌کند و تجزیه و تحلیل فریم به فریم، سه چهره تاریک را که هنگام خواب می‌خوابند، نشان می‌دهد. اکنون با اعتقاد به اینکه یک نیروی فرازمینی در خانه آنها وجود دارد، لسی و دانیل به دنبال کمک متخصص، ادوین پولارد، می‌روند که متخصص در این زمینه است و این شخص، این موجودات را " خاکستری " می‌نامد. پولارد به آنها اطلاع می‌دهد که بسیاری دیگر نیز همان سرنوشت Barretts را متحمل شده‌اند که بیشتر موارد به آدم‌ربایی کودک پایان می‌یابد. ادوین به بارت هشدار می‌دهد که شخصی که گریس برای اولین بار به آن علاقه نشان می‌دهد، معمولاً کسی است که ربوده می‌شود و باید از سامی محافظت کند، به عقیده وی "انتخاب" شده است.
دانیل یک اسلحه را خریداری می‌کند در حالی که لسی یک سگ نگهبان تهاجمی را خریداری می‌کند. خانواده ۴ ژوئیه را صرف نصب چوب و حفاظ بر روی پنجره‌های خانه می‌کنند، سپس شام می‌خورند و شروع به دیدن تلویزیون می‌کنند. ناگهان چراغهای خانه شروع به لرزیدن می‌کنند و سگ وحشیانه شروع به پارس کردن می‌کند. لسی پسران را به طبقه بالا می‌فرستد و دانیل رو یه روی درب خانه ایستاده است. لسی تلویزیون را در اتاق خواب خود می‌شنود. او به سمت آن قدم می‌زند، غافل از اینکه فضایی (خاکستری) مستقیماً در پشت سر او ایستاده است، نلگهان درب اتاق بسته می‌شود و لسی در اتاقش گرفتار می‌شود. دانیل جسی و سمی را به اتاق او و لسی می‌برد جسی به‌طور ناگهانی خود روی تخت ظاهر می‌شود. تلویزیون دوباره شروع به لرزیدن می‌کند و موجودات - که اکنون مشخص شده است که خاکستری هستند - در اتاق به چشم می‌خورند. چراغها خاموش می‌شوند جسی توهم را تجربه می‌کند که در آن پدرش هنگام ایستادن بر روی بدن خون مادرش، خودکشی می‌کند. جسی با دیدن برادرش، سمی را تعقیب کرد و قبل از آنکه مجدداً در راهرو طبقه بالای خانه خود بازگردد. گریس در جلوی او ظاهر می‌شود و او با یک چراغ روشن با آنها ناپدید می‌شود، بقیه اعضای خانواده برای کمک به او ناتوان هستند.
سه ماه بعد، لسی و دانیل مظنون به پرونده ناپدید شدن جسی هستند و به یک آپارتمان منتقل شده‌اند. پولارد به طرز جسورانه مقاله ای در مورد ناپدید شدن جسی را قطع می‌کند و آن را با سایر تصاویر از کودکان مفقود شده روی دیوار خود آویزان می‌کند. در حالی که لسی چیزهای قدیمی را پشت سر می‌گذارد، او تصاویری را پیدا می‌کند که جسی به عنوان کودکی ترسیم کرده است که نشانگر خاکستریهای اطرافش است. او با تأخیر می‌فهمد که این جسی است، نه سمی، که در ابتدا گریس به او علاقه نشان می‌داد و او کسی بود که انتخاب شده بود. جسی پس از آن از واکی-تکی صحبت می‌کند که لسی و سمی هر دو صدای ضعیف جسی را می‌شنوند که نام سمی را صدا می‌کند.

## بازیگران
- کری راسل در نقش لسی بارت
- جاش همیلتون در نقش دانیل بارت
- داکوتا گویو به عنوان جسی بارت
- کادان راکت در نقش سامی بارت
- جی کی سیمونز به عنوان ادوین پولارد
- LJ Benet به عنوان کوین راتنر
- ریچ هاچمن به عنوان مایک جسوپ
- مندی کریست به عنوان کارن جسوپ
- آنی تورمن در نقش شلی جسوپ
- جک واشبرن به عنوان بابی جسوپ
- ران استرو در نقش ریچارد کلین
- کری کواتروچچی در نقش مارتین هالدمن
- برایان استپانک به عنوان تکنسین سیستم امنیتی
- جودیت مورلند در نقش جانیس رودز
- Trevor سنت جان به عنوان الکس هولکوم
- آلیویا آلی لیند به عنوان دختر جوان

## تولید
تولید در تاریخ ۳ اوت ۲۰۱۲ آغاز شد. مکان‌های فیلمبرداری شامل لس آنجلس و والنسیا، کالیفرنیا (کالج کانیون‌ها) بود. این فیلم به کارگردانی اسکات استوارت، و تهیه شده توسط جیسون بلوم، ژانت برل، و کوپر ساموئلسون است. فیلمنامه این فیلم، که توسط استوارت نوشته شده است، حدود شش هفته طول کشید.

## اکران
آسمان تاریک در ۲۲ فوریه ۲۰۱۳، و در انگلستان در ۵ آوریل ۲۰۱۳، در ایالات متحده منتشر شد.

## انتقادات
آسمان تاریک از منتقدان فیلم نقدهای مختصری دریافت کرد. جمع‌کننده نقد Rotten Tomatoes، براساس بررسی‌های منتقدان ۹۲ سایت، امتیاز ۴۱٪ را به این فیلم می‌دهد که اجماع مهم این سایت در این زمینه است: "اسکات استوارت، نویسنده آسمان تاریک، یک بازیگر خوب، فرضیه جالب و برخی جاه طلبی‌های تحسین برانگیز دارد، اما او نمی‌تواند بفهمد که با هر کدام از آنها چه باید بکنید، و نتیجه آن تلاش کسالت آور و مبهم است که همه را به جز فداکارترین حواشی ترسناک به همراه خواهد داشت. " Metacritic بر اساس بررسی‌های ۱۹ منتقدان، نمره ۵۰ از ۱۰۰ را به فیلم می‌دهد، و این نشانگر «بررسی‌های مختلط یا متوسط» است.
مایکل اوسالیوان از واشینگتن پست به این فیلم دو چهار ستاره داد و نوشت: "او بدون توجه به جهل شما، او یک سطح ترسو و میانه متوسط، اگر کمتر از اثر تاریخی باشد، می‌سازد. این یک قطعه مشکوک است. " در یک بررسی نسبتاً مطلوب برای نیویورک تایمز، اندی وبستر از این فیلم بخاطر «مهارت چیرگی» که در آن از دستگاه‌های ترسناک فرسوده استفاده می‌شود، ستایش کرد.
همان‌طور که مشاهده می‌کنید، داستان در ژانر " خانه جن زده " ساخته شده و فرمول‌های مشابه آن نیز به خوبی در آن بکار گرفته شده است. شما در ابتدای فیلم زوج خندانی را می‌بینید که علی‌رغم مشکلات مالی شان، به‌طور مکرر به یکدیگر لبخند تحویل می‌دهند و فرزندانشان هم بصورت خیلی آرام توضیح می‌دهند که اتفاقات عجیبی در حال رخ دادن در منزلشان است. علاوه بر این کلیشه ثابت، متأسفانه جریانی هم به تازگی در فیلمهای ترسناک " جن زده‌ای " (و همچنین این فیلم)، به راه افتاده که اغلب تماشاگران از آن چندان استقبال نمی‌کنند و آن هم این است که در اواسط فیلم، شخصیتی پا به داستان می‌گذارد که قصد دارد منشاً این اتفاقات را ریشه یابی کرده و چند تایی هم اطلاعات تاریخی – خرافاتی تحویل تماشاگر دهد که هیچ ربطی به جریان اصلی فیلم ندارد. نحوه ورود این شخصیت هم تقریباً همیشه مشابه است؛ خانواده ای که مورد هجوم روح‌های ناشناس قرار گرفته‌اند با جستجو در اینترنت ، به فردی می‌رسند که علائم فرقه‌های انحرافی را به خوبی می‌شناسد و از او دعوت می‌کنند تا به محل بیاید تا شاید کاری انجام دهد. فرد مذکور هم به محل می‌آید و کلی از زمان فیلم را می‌گیرد تا توضیح دهد واقعاً نشانه این فرقه‌های انحرافی چیست و چه علامت‌هایی دارند! متأسفانه این شخصیت و این اتفاقات در «آسمان تاریک» هم به چشم می‌خورد که فقط به کند شدن ضرباهنگ فیلم منجر شده چراکه وجود یا عدم وجود این شخصیت نه باعث آگاهی دادن به تماشاگران بی حوصله این روزهای سینما می‌شود، نه اینکه اصلاً باعث تغییری در رفتار روح مورد بحث ایجاد می‌کند! بهتر هست در مورد این ژانر (زیر – ژانر هم می‌توان به آن گفت) و تمام کاستی‌هایش، بحث را به اتمام برسانیم و به سراغ لحظات ترسناک و ارزش آنها بپردازیم.
«آسمان تاریک» در بخش موقعیت‌های ترسناک، چیزی شبیه به آثار پیشین تهیه‌کننده این فیلم یعنی جیسون بلوم (تهیه‌کننده آثاری نظیر «فعالیت‌های ماوراء طبیعی / Paranormal Activity» و «توطئه آمیز / Insidious» است که با رنگ و لعاب جدید، دوباره به تماشاگران عرضه شده است. در مجموع اگر با دقت به «آسمان تاریک» نگاه کنید، به راحتی می‌توان این موضوع را متوجه شد که «آسمان تاریک» در حال ایجاد ترس به وسیله فرمول‌های موفق سالهای گذشته و جواب پس داده است که البته خوشبختانه هنوز هم کار می‌کنند. اتفاقات آشنایی نظیر اینکه شخصیتی در هنگام شب از خواب بلند شود و به راه بیفتد، یا در هنگام خواب سر و کله موجودات ماوراء طبیعی پیدا شود، یا حتی تغییر رفتار پدر و مادر به واسطه مشکلات و شرایط، از جمله اتفاقات موفقی هست که هر بار به نحوی در این ژانر تکرار شده و تا اینجای کار هم برای علاقه‌مندان سینمای ترسناک، جذاب تداعی کرده است. در مجموع می‌توان گفت که لحظات ترسناک «آسمان ترسناک» به هیچ عنوان تازه و بدیع نیستند، اما به‌طور امیدوار کننده ای، خوب اجرا شده‌اند که باعث ایجاد وحشت در تماشاگر علی‌رغم آگاهی داشتن مخاطب از نحوه ایجاد این ترس، شده است.
از جمله دلایل موفقیت ایجاد فاکتور " ترس " در «آسمان تاریک» می‌توان به فیلمبرداری تحسین‌برانگیز دیوید بوید و کارگردانی مؤثر اسکات استیوارت اشاره کرد که باید گفت به خوبی از پس وظایفشان برآمده اند. استیوارت که خودش نویسندگی فیلمنامه «آسمان تاریک» را برعهده داشته، به خوبی از پس اجرای سکانس‌های وحشت آور فیلم برآمده و فیلمبرداری بوید که در این سکانس‌ها، در بهترین موقعیتِ صحنه قرار دارد، کمک شایانی به موفق بودن فاکتور " ترس " در فیلم کرده است.
همچنین می‌توان از بازی قابل توجه کری راسل و جاش همیلتون هم به عنوان یکی از ارکان موفقیت «آسمان تاریک» نام برد. کری راسل که برای حضور در چنین فیلمی، بازیگر بیش از حد شناخته شده‌ای محسوب می‌شود، در «آسمان تاریک» به خوبی حس ترس و جنون را ایجاد کرده و با آن خانم همیشه لبخند به لب فیلم «خدمتکار» تفاوت‌های آشکاری دارد. همچنین جاش همیلتون در نقش پدری بیکار و عصبی، بسیار موفق عمل کرده و در مجموع شیمی بسیار خوبی بین او و راسل ایجاد شده است که کمتر در آثار ترسناک شاهدش بوده‌ایم. جی کی سیمونز هم همان شخصیتی هست که در مورد ورودش به داستان در اواسط فیلم، صحبت کردم. سیمونز بازیگر خوبی است اما نه برای این فیلم و این ژانر.
در مجموع باید گفت که «آسمان تاریک» می‌ترساند، اما نه در حد و اندازه‌هایی که آن را به خاطر بسپاریم. حقیقت این هست که وقتی خلاقیت از در خارج می‌شود، باعث می‌شود تماشاگر تنها دلخوش به لحظات " بووو " باشد که اینروزها ساختن اش بسیار آسان و حتی شخصی شده است. شما کافی هست چند افکت صوتی ترسناک را در آرشیو خودتان داشته باشید و در یک لحظه چهره خودتان را دفرمه کرده (!) و از این افکت‌ها استفاده کنید، مطمئناً می‌توانید اطرافیانتان را با استفاده از این کار، لحظه ای بترسانید اما فقط همین. برای ماندگار شدن یک اثر ترسناک در ذهن تماشاگر، نیازمند وجود لحظات اورجینالی مانند آنچه در آثار ترسناک شرقی می‌بینیم وجود دارد که این فیلم کاملاً از آن بی بهره است اما می‌تواند شما را در لحظه، غافلگیر کند.

## رسانه‌های خانگی
این فیلم در DVD و Blu-ray در تاریخ ۲۸ مه ۲۰۱۳ منتشر شد.